# Психролюты
Психролюты (лат. Psychrolutes) — род морских рыб семейства психролютовые. Встречаются в водах Атлантического, Индийского и Тихого океанов. Донные рыбы. Максимальная длина тела от 7 (Psychrolutes paradoxus) до 70 см (Psychrolutes phrictus). Хотя они обитают преимущественно в морских глубинах, небольшое количество видов обитает в прибрежных районах северной части Тихого океана. В июне 2003 года во время экспедиции NORFANZ к северо-западу от Новой Зеландии ученые выловили тралом экземпляр P. microporos на глубине от 1013 метров до 1340 метров на подводном хребте Норфолк.

## Классификация
На июнь 2021 года в род включают 11 видов:
- Psychrolutes inermis (Vaillant, 1888) — Безоружный психролют[1]
- Psychrolutes macrocephalus (Gilchrist, 1904) — Крупноголовый психролют[1]
- Psychrolutes marcidus (McCulloch, 1926)
- Psychrolutes marmoratus (T. N. Gill, 1889)
- Psychrolutes microporos J. S. Nelson, 1995
- Psychrolutes occidentalis R. Fricke, 1990
- Psychrolutes paradoxus Günther, 1861 — Удивительный психролют[1]
- Psychrolutes phrictus Stein & C. E. Bond, 1978 — Белорылый психролют
- Psychrolutes sigalutes (D. S. Jordan & Starks, 1895)
- Psychrolutes sio J. S. Nelson, 1980
- Psychrolutes subspinosus (A. S. Jensen, 1902) — Исландский психролют[1]